# 공주 소학리 효자향덕비
공주 소학리 효자향덕비(公州 巢鶴里 孝子向德碑)는 대한민국 충청남도 공주시에 있는, 한채의 비각 안에 나란히 서 있는 2기의 비로, 향덕의 효행을 기리고 있다. 1982년 12월 31일 충청남도의 유형문화재 제99호로 지정되었다.

## 개요
한채의 비각 안에 나란히 서 있는 2기의 비로, 향덕의 효행을 기리고 있다.
향덕은 신라 경덕왕대의 사람으로, 흉년과 전염병으로 인해 부모님이 가난과 병에 시달리자 자신의 살을 베어 봉양하는 등 지극정성으로 모셨다. 왕이 그의 효행을 듣고 벼 300석과 집 한채, 토지를 내려 주었으며, 비를 세워 널리 알리도록 하였다. 이후 향덕이 살던 마을을 ‘효자리’라 하였다.
앞에서 보아 오른쪽에 서 있는 것이 더 오래된 비로, 윗부분이 잘려 아랫부분만 남아있다. 비문에 새긴 문구중에 ‘중립(重立:다시 세움)’이라는 글귀가 보이고 있어, 통일신라의 것이긴 하나 경덕왕 때 세운 원래의 비는 아닌 듯 하다.
왼쪽의 비는 8각 받침돌 위에 비몸을 세운 모습으로, 비몸의 윗변을 둥글게 다듬어 놓았다. 역시 향덕의 효성을 기리기 위한 것이며, 조선 영조 17년(1741) 관찰사 조영국이 비문을 써서 세워 놓았다.
우리나라 최초로 효행을 표창받은 인물이며,『삼국사기』에 그에 관한 기록이 적혀있어, 효행사적으로 볼 때에도 커다란 의의를 지닌다.

## 참고 자료
- 공주소학리효자향덕비 - 국가유산청 국가유산포털